# Seymour Hicks and Ellaline Terriss
Seymour Hicks and Ellaline Terriss è un cortometraggio muto del 1913 diretto da Leedham Bantock, che presenta sullo schermo due popolari attori teatrali degli anni dieci, Ellaline Terriss e Seymour Hicks. Marito e moglie nella vita, i due lavorarono in coppia sia per il teatro che per lo schermo.
Il cortometraggio è il debutto registico di Bantock.

## Produzione
Il film fu prodotto dalla Zenith Film Company nel 1913.

## Distribuzione
Distribuito dalla Zenith Film Company, uscì nelle sale cinematografiche britanniche nel maggio 1913.